# Oskar Sosnowski

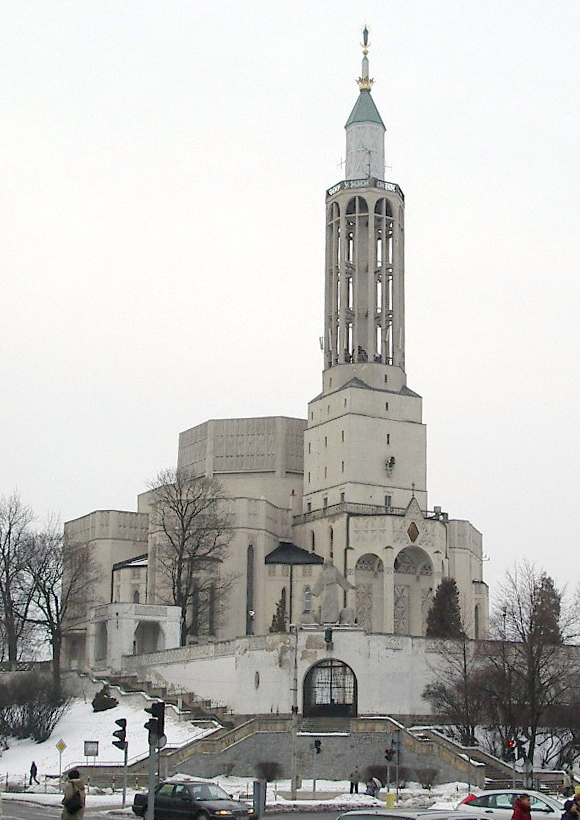
Kościół św. Rocha w Białymstoku

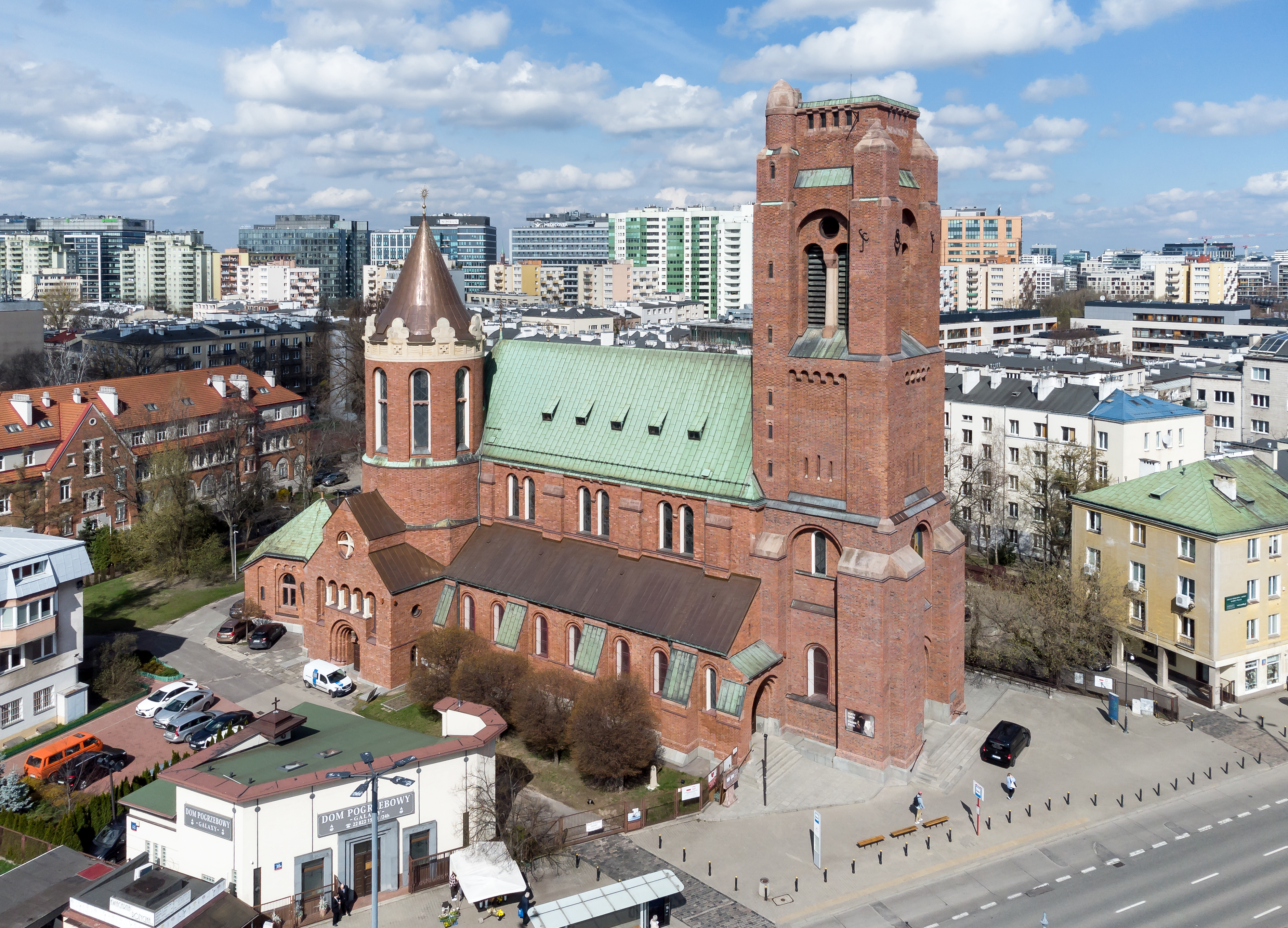
Kościół Niepokalanego Poczęcia Najświętszej Maryi Panny w Warszawie (1911–1923)

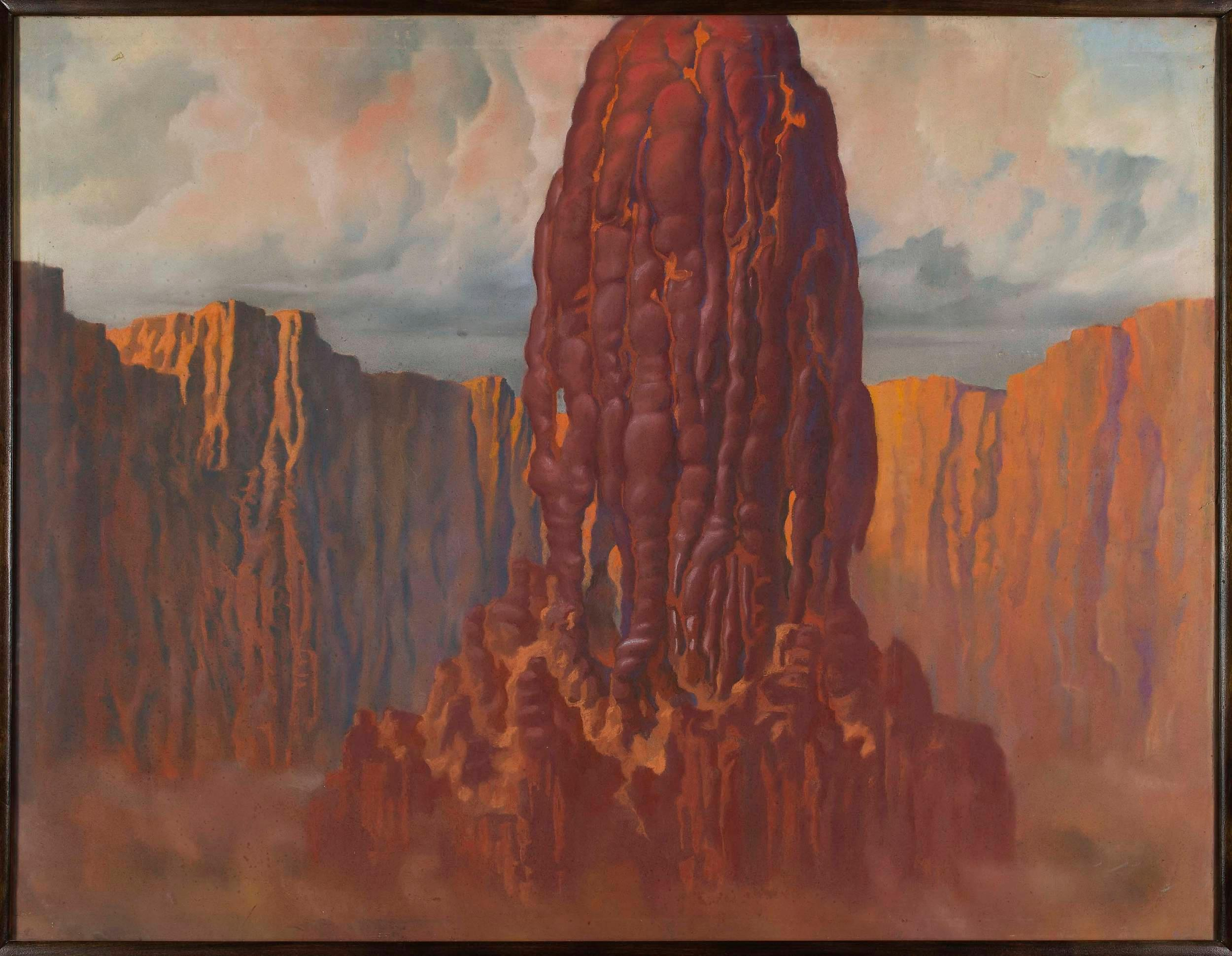
Pastel Glosa św. Teresy – przykład twórczości plastycznej Sosnowskiego, 1928

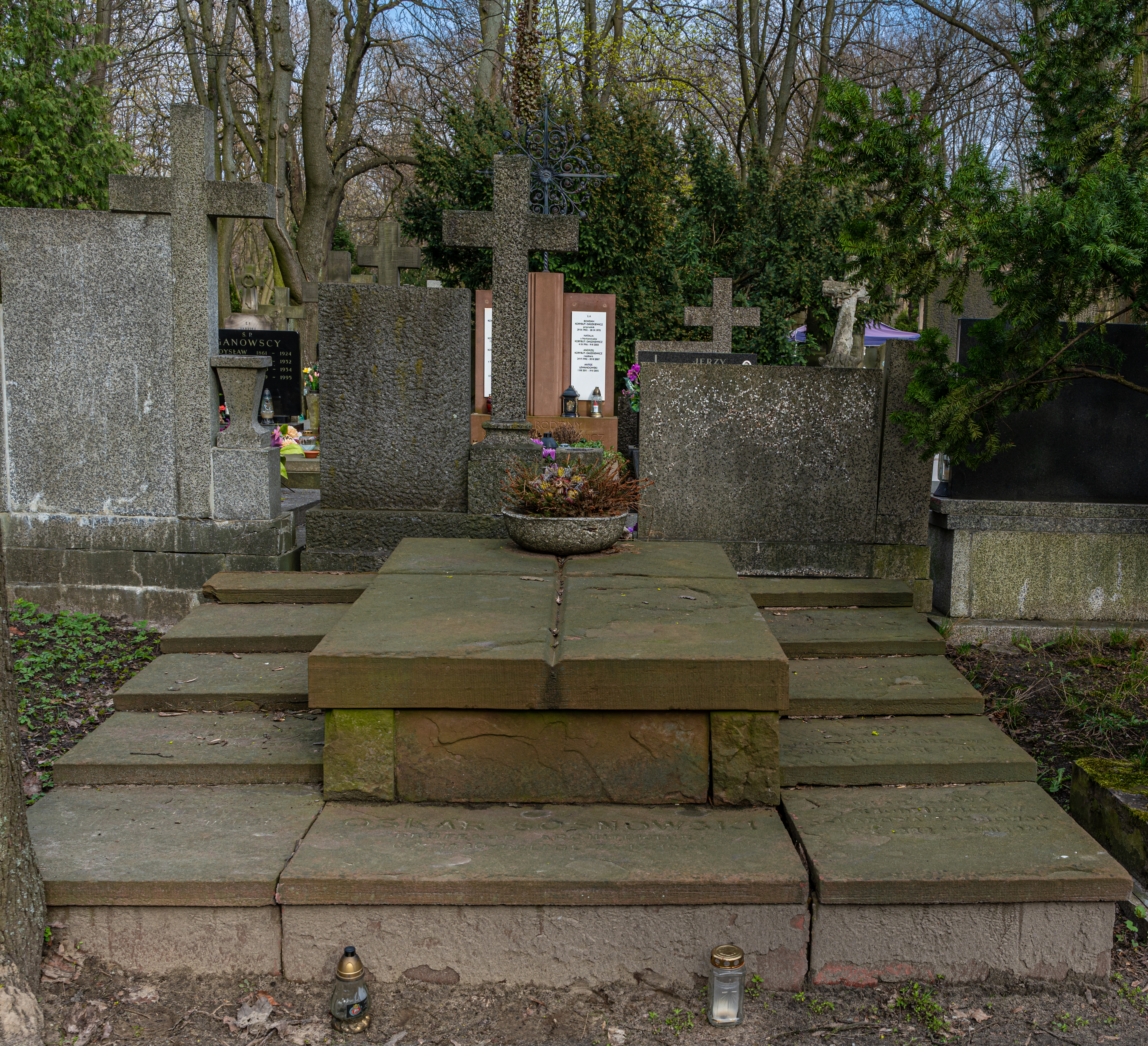
Grób Oskara Sosnowskiego na cmentarzu Powązkowskim

Oskar Wiktor Sosnowski (ur. 6 listopada 1880 w Petersburgu, zm. 1939 w Warszawie) – polski architekt, konserwator zabytków, wykładowca akademicki. 

## Życiorys
W 1903 ukończył studia w Instytucie Politechnicznym w Warszawie. Po studiach pracował w wydziale budowlanym kolei warszawsko-wiedeńskiej. Pracował także u Józefa Piusa Dziekońskiego. W 1914 został profesorem zwyczajnym Politechniki Lwowskiej, zaś w 1919 Politechniki Warszawskiej. Brał udział w wojnie polsko-bolszewickiej. Był kierownikiem wydziału w Ministerstwie Spraw Polskich Ukraińskiej Republiki Ludowej. 
W swoich projektach nawiązywał do form historycznych, stosując jednak nowe materiały, jak na przykład żelbet. W projekcie osiedla Miasto-Ogród Czerniaków po raz pierwszy zastosował formę urbanistyczną, znaną jako okolnica.
W 1922 był inicjatorem utworzenia Towarzystwa Urbanistów Polskich. W 1929 założył Zakład Architektury Polskiej na Politechnice Warszawskiej.
Po wybuchu II wojny światowej w trakcie obrony Warszawy osobiście czuwał nad bezpieczeństwem gmachu Wydziału Architektury Politechniki Warszawskiej przy ul. Koszykowej 55, na podwórzu którego w dniu 24 września 1939 podczas bombardowania został trafiony odłamkiem, wskutek czego utracił obie nogi, po czym zmarł 4 października 1939. Według A. Kunerta zmarł na zakażenie krwi po zmiażdżeniu nogi podczas ratowania zbiorów zbombardowanego gmachu WA PW. Prowizorycznie został pochowany na dziedzińcu Wydziału Architektury PW. W późniejszym czasie jego szczątki zostały złożone w grobowcu rodzinnym na cmentarzu Powązkowskim (kwatera 88-6-20/21) w Warszawie, gdzie inskrypcja podała, iż poległ 24 września 1939. Według innego źródła zmarł 28 września 1939.

### Dzieci
Jego dwaj synowie zginęli w powstaniu warszawskim.

## Wybrane prace
- Współautorstwo kamienicy Bałabanów we Lwowie (1908)
- Kościół Niepokalanego Poczęcia Najświętszej Maryi Panny w Warszawie (1911–1923)[8]
- Kościół św. Agnieszki w Goniądzu (1924)[8]
- Kościół św. Rocha w Białymstoku (1927–1939)[8]
- Kościół św. Andrzeja Boboli w Białymstoku (1937–1938)[8]
- Kościół św. Michała Archanioła na Bronowicach w Lublinie (1930–1938)[1]
- Przebudowa z regotycyzacją Fary Witoldowej w Grodnie (1924–1934)[1]
- Kościół Wniebowzięcia Najświętszej Maryi Panny w Hodyszewie (lata 30. XX w.)[9][8]
- Kościoły w Orłowie, Grudziądzu, Chlewiskach i Chotczy Dolnej
- Otoczenie pomnika Fryderyka Chopina w Warszawie (cokół oraz basen)
- Kościół Świętej Trójcy w Fałkowie (1920–1948)[1]

## Publikacje
- Powstanie, układ i cechy charakterystyczne sieci ulicznej na obszarze wielkiej Warszawy (1930)
- Dzieje budownictwa w Polsce (nieukończone, t. 1 opublikowany przez PWN w 1964)

## Odznaczenia
- Krzyż Komandorski Orderu Odrodzenia Polski (2 maja 1923)[10]

## Upamiętnienie
- Tablica pamiątkowa w miejscu śmierci, na podwórzu gmachu Wydziału Architektury Politechniki Warszawskiej przy ul. Koszykowej 55, odsłonięta w 1979[11].
- W 1975 jego imieniem nazwano ulicę w obecnej dzielnicy Ursynów w Warszawie[12].
- W 2012 jego imieniem nazwano ulicę w Białymstoku[13].